# Kaštel Koriolana Cipika
Kaštel Koriolana Cipika (Kaštel Ćipiko) je stara utvrda u Kaštel Starom. Nalazi se u mjestu Kaštel Starome, na adresi ul. don Frane Ivasovića 1 (Trg Brce).

## Povijest
Kaštel Koriolana Cipika (Cepio, Cippico, Ćipiko) je prvi kaštel koji je sagrađen u Kaštelanskom polju za obranu od Turaka. Dana 16. kolovoza 1476. trogirski knez Troil Maripietro dopušta trogirskom plemiću Koriolanu Cipiku o svom trošku sagraditi kaštel za zaštitu svojih kolona. Koriolan je morao utvrditi naselje nasipom i jarkom te izgraditi skloništa za stoku. Izgradnja ovog kaštela i izgradnja naselja uz more je početak urbanizacije Kaštela. Kaštel je sagrađen na hridima u moru 1481. godine. Koriolanov kaštel je 1490. godine stradao u požaru. Uz pomoć mletačke vlasti kaštel je obnovljen 1493. godine. Prema tipu utvrde to je utvrđena kuća s dvorištem. Selo koje se formira uz kaštel opasano je s bedemima 1507. godine. Poput ostalih utvrđenih naselja u Kaštelanskom polju, zid oko naselja izgrađen je s triju kopnenih strana, istočni i zapadni zid nastavljaju se u moru do određene dubine. Prvi naseljenici dolaze iz potkozjačkih sela Raduna i Šušnjara. Obitelj Cipiko podijelila je svoj posjed na dva dijela, u svakom se nalazilo naselje (utvrđeno selo) s kaštelima, Koriolanov kaštel je nazvan Kaštel Stari, a Pavlov Kaštel Novi.

## Opis
Sjeverno pročelje utvrde markirano je obrambenom kulom po sredini pa ovaj dio kaštela ima izražen obrambeni karakter. Južni dio kaštela je stambena dvokatnica s reprezentativnim pročeljem. U dvorištu su sagrađena dvokatna krila zgrade na zapadnom i istočnom dijelu, a u tako suženom dvorištu nastao je trijem oblikovan u tradiciji kvatročentističkih dvoraca. Nad sjevernim ulazom u kaštel Koriolan je postavio natpis koji svjedoči da ga je izgradio pomoću „azijskog plijena“ iz mletačko-osmanskih ratova.

## Galerija
- Maketa kaštela
- Pogled s kopna
- Pogled odozgo
- Pogled s mora

## Zaštita
Pod oznakom Z-3251 zaveden je kao nepokretno kulturno dobro - pojedinačno, pravna statusa zaštićena kulturnog dobra, klasificirano kao "vojne i obrambene građevine".

## Vanjske poveznice
|  | Zajednički poslužitelj ima još gradiva o temi Kaštel Koriolana Cipika |